# MSNBC

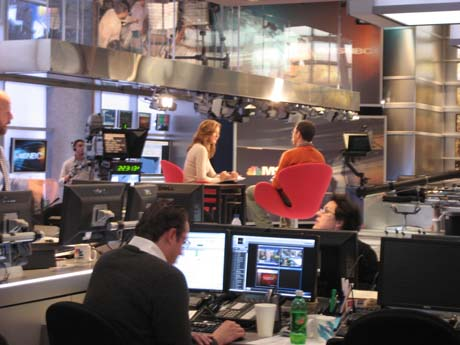
En av MSNBC:s studior på 30 Rockefeller Plaza

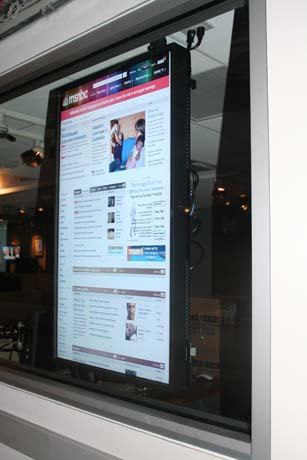
Monitor i MSNBC:s studior som visar msnbc.com

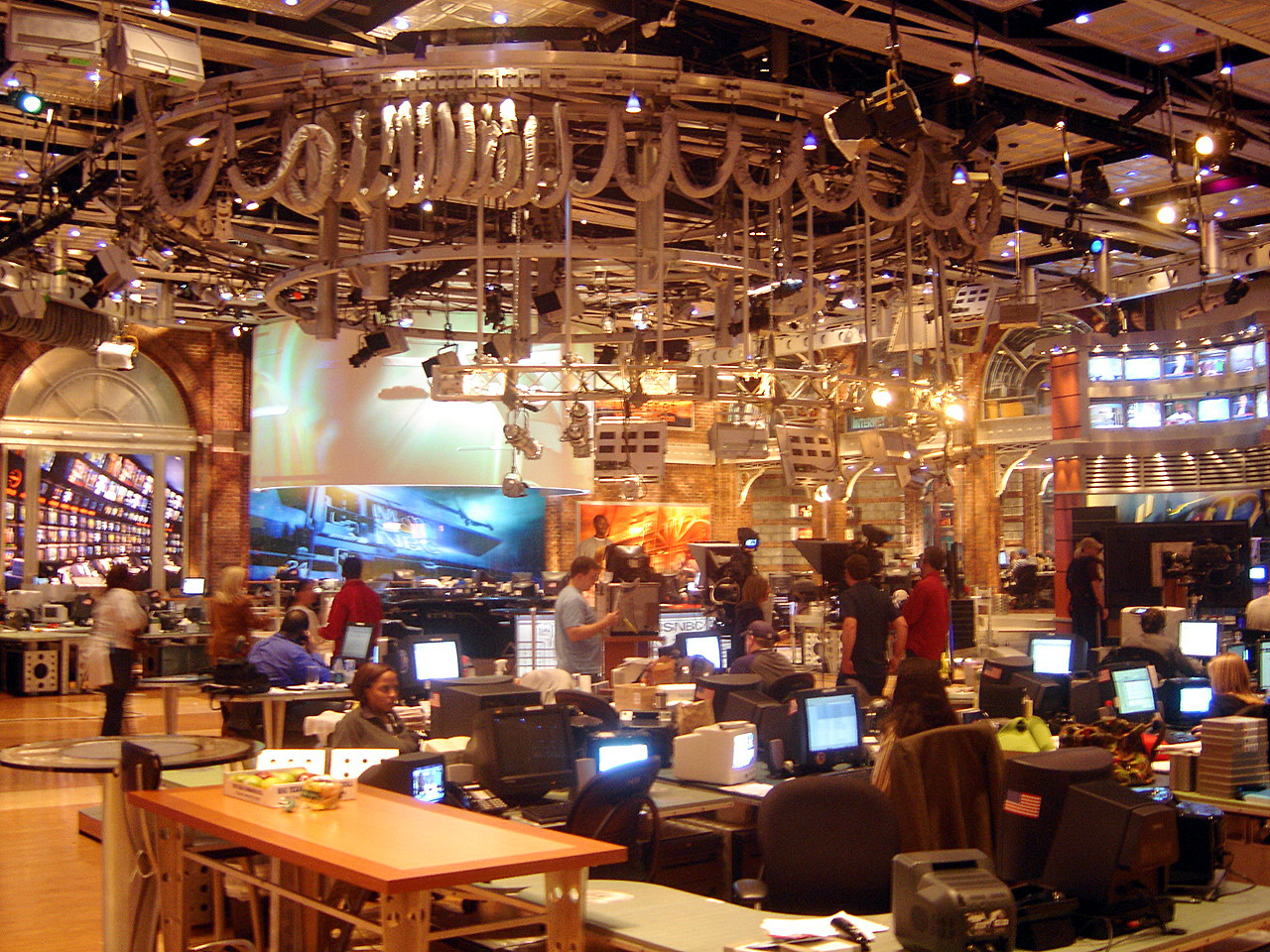
MSNBC:s gamla studio och dekor i NJ

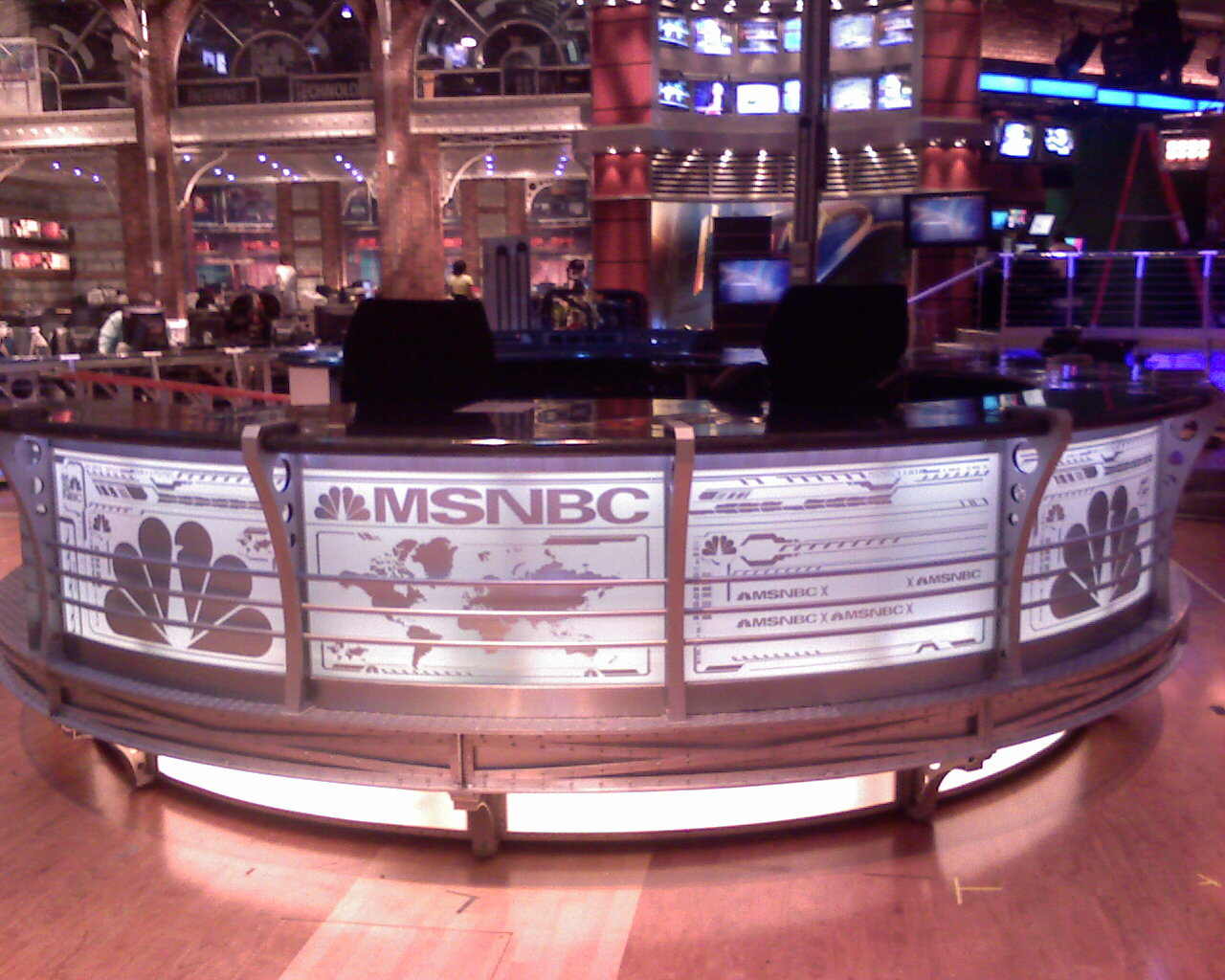
MSNBC:s gamla studio och dekor i NJ

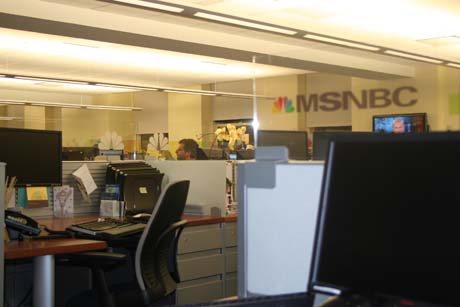
MSNBC:s nuvarande redaktion i NYC

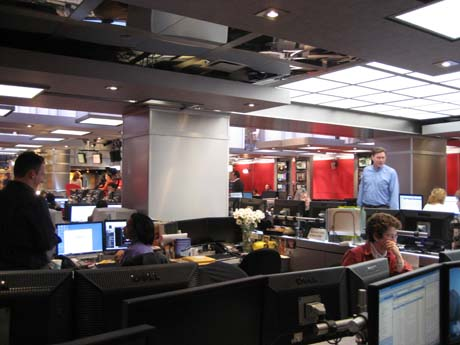
MSNBC:s nuvarande redaktion i NYC

MSNBC (ursprungligen en förkortning för Microsoft News Broadcasting Company) är en av de fyra stora dygnet runt-sändande nyhetskanalerna i USA. 
Kanalen med tillhörande nyhetsportal grundades 1996, ungefär samtidigt som huvudkonkurrenten Fox News Channel.
Redaktionen och studior finns samlokaliserade med NBC News på 30 Rockefeller Plaza i Manhattan i centrala New York.  

## Historik
Nyhetskanalen MSNBC lanserades den 15 juli 1996. MSNBC grundades 1996 av Microsoft tillsammans med General Electric, varav den senare då även ägde NBC. Microsoft sålde sin andel under 2005 och lämnade nyhetsportalen 2012, men bokstäverna MS kvarstår i namnet. Kanalen har sedan starten haft svårt att i tittarmätningarna komma upp i samma nivåer som sina konkurrenter. I de amerikanska kabelnäten slåss man med de inhemska kollegorna Fox News, CNN och Headline News som alla sänder nyheter dygnet runt. 
MSNBC hade under sina tio första år sin redaktion och studior i delstaten New Jersey som är granne med New York. Under 2008 flyttade man ihop med de övriga kollegorna inom NBC News i centrala New York. Verksamheten sker på den för NBC legendariska adressen 30 Rockefeller Center på Manhattan i centrala New York. Det är samma adress som NBC:s huvudkontor där även produktionen av The Today Show, NBC Nightly News, Saturday Night Live och den lokala stationen WNBC.
NBC hade under flera årtionden varit störst på nationella nyheter med det stilbildande morgonprogrammet Today Show och kvällsnyheterna NBC Nightly News. Förhoppningarna var därför höga när den egna nyhetskanalen MSNBC skulle lanseras. Internet var nytt och ordet på allas läppar varför NBC valde Microsoft som samarbetspartner. Framgången för nyhetskanalen uteblev. Istället var det konkurrenten Fox lågbudgetsatsning på Fox News som blev den stora succén, detta trots att Fox aldrig tidigare hade gjort nationella nyheter. 27/12 2018 gick dock MSNBC förbi Fox, vardagar dagtid.
MSNBC webbplats har trots de publika motgångarna för tv-kanalen lyckats bli framgångsrik på nätet. Under 2006 ryktades det att tv-kanalen skulle byta namn till NBC News Channel sedan Microsoft sålt av en stor del av sitt delägarskap men något sådant namnbyte har ännu ej skett. Framgångarna för sajten msnbc.com kan ha en hel del med det att göra. Många anser att nyhetskanalen är demokratvridet vilket de har mottagit mycket kritik för. 
Den 22 oktober 2007 lämnade kanalen New Jersey, där de sänt ifrån under de första tio åren, och började sända från nyrenoverade lokaler vid NBC:s huvudkontor i centrala New York.

## Tillgänglighet i Sverige
MSNBC är officiellt inte tillgängligt i Sverige och Europa. Inofficiellt går det dock att se sändningarna här med en parabolantenn. Kanalen har en okodad feed till Europa som oftast visar MSNBC och går att ta emot med en parabol i hela Sverige. De tekniska specifikationerna är Telestar 12, 15 Grad West, 11,531 Ghz, H, SR 3197, FEC 7/8. 
Via internet-tjänsten Livestation och TVU Player kan man gratis hitta inofficiella streamade versioner av MSNBC.
De krypterade satellitkanalerna från OSN News sänder i stort sett hela MSNBC programutbud till tittare i Mellanöstern, Europa och Afrika. I dagsläget har inga svenska kabeloperatörer rättigheter att distribuera kanalerna på grund av olösta rättighetsproblem. Det går dock att teckna ett abonnemang på kanalerna om man har en egen parabolantenn. OSN News sänder till Sverige och Europa via satelliten Atlantic Bird 2 på 8.0° väst. I Sverige räcker det med en 60 cm stor parabol för att ta emot kanalerna. Till Mellanöstern och Europa sänder kanalen från Eurobird 2 på 25.8° öst men för att ta emot sändningar från den satelliten i Sverige krävs en parabol på mellan 1 och 2 meter.
I Europa brukar även systerkanalen CNBC återutsända MSNBC:s direktsända bevakning vid större nyhetshändelser. Samsändningarna har dock blivit allt färre under de senaste åren till förmån för MSNBC:s egen bevakning.